# Liste von Parfüm- und Duftwassermarken
Bei der Liste von Parfüm- und Duftwassermarken handelt es sich meist um Lizenzen bekannter Mode- und Schmuckhersteller oder Prominenter. Sie ist alphabetisch geordnet, in Klammer stehen exemplarisch Namen von bekannten Duftlinien und ggf. die Herstellerfirma.
Siehe auch: Liste bedeutender Parfümeure
- 4711 (Echt Kölnisch Wasser, Nouveau Cologne, Acqua Colonia. Hergestellt bei Mäurer & Wirtz)
- Acqua die Baviera (Lago, Nero Donna)
- Acqua di Parma (Colonia)
- Aigner (No.1)
- Anneli Parfums (Sensuelle)
- Antonio Puig (Aqua Quorum, Quorum)
- Aramis (900, Aramis Classic, Tuscany)
- Baldessarini (Baldessarini, Baldessarini Ambré, Baldessarini Del Mar, Private Affairs, Strictly Private. Hergestellt bei Mäurer & Wirtz)
- Betty Barclay (Hergestellt bei Mäurer & Wirtz)
- Biotherm (Eau Fraîche, Eau Vitaminée)
- Bruno Banani (Made for Women, Made for Men)
- Bottega Veneta (Pour Homme, Eau Légère, For Her, Essence Aromatique)
- Boucheron (Trouble, Jaipur)
- Bulgari (Pour Homme, Black, Thé Vert, Thé Blanc, Thé Rouge)
- Burberry (The Beat, Body, Toch for Men)
- Cacharel (Cacharel pour Homme, Amor Amor, Promesse, Noa, Anais Anais, Amor pour homme, Gloria)
- Calvin Klein (ck one, ck be, Eternity, Obsession)
- Cartier (Pasha, Santos, Must, Déclaration, Le baiser du dragon)
- Cerruti (1881, CerrutiSi)
- Chanel (Chanel Nº 5, Nº 19, Coco, Coco Mademoiselle, Allure, Pour Monsieur, Antaeus, Egoïste, Chance, Platinum Egoïste, Allure Homme Sport, Bleu)
- Chloé (Chloé Woman, Love Chloé, L'Eau de Chloé, See by Chloé, Roses de Chloé)
- Chopard (Wish, Casmir, Happy Spirit, Cascade)
- Clarins (Par Amour, Par Amour Toujours)
- Christian Dior (Eau Sauvage, Fahrenheit, J’adore, Pure Poison, Miss Dior, Diorissimo, Dune, Dior Homme, Forever and ever Dior)
- Creed (Royal English Leather, Fleurs de Bulgarie (original), Santal Impérial, Royal Scottish Lavender, Aventus)
- Davidoff (Cool Water, Cool Water Deep, Cool Water Game, Echo, Zino, Good Life, Relax, Silver Shadow, Adventure, Hot Water)
- D’Orsay (Rose, Violette, Étiquette bleue ou l'Eau de Bouquet, La Rose d'Orsay, La Fleur de France, Milord, Chevalier d’Orsay, Tilleul, Eau de Cologne d’Orsay, Toujours fidèle, Parfum d’Antan, Lilas, Ambre, La Flambée, Mystère d’Orsay, Le Dandy, Ganika, Camélia, Duo, Le Jardin, Trophée, Voulez-vous, Belle de Jour, Intoxication, Arôme 3, Fantastique, Divine, Eau fringante, Le Nomade, Intoxication d’Amour, Bois de coton, La Dandy, L’Intrigante)
- Diptyque (Philosykos, L’Ombre dans L’Eau, L’Eau, Eau de Lierre)
- Dolce & Gabbana (Light blue, Sicily, Pour Homme, Masculine, The One)
- Donna Karan New York (Be Delicious, DKNY Women, pureDKNY, DKNY for Men)
- EdS (Moonlight)
- Elizabeth Arden (5th Avenue, ardenbeauty, Blue Grass, Green Tea, Splendor, Sunflowers, True Love)
- Elie Saab (Le Parfum, Le Parfum L’eau Coture)
- Emporio Armani (Diamonds, Emporio He, Emporio She, Diamonds Rosé)
- Escada (Absolutely Me, Desire Me, Especially Escada, Incredible Me, Into the Blue, Island Kiss, Magnetism, Marine Groove, Moon Sparkle, Ocean Lounge, Rockin Rio, S, Sexy Graffiti, Taj Sunset)
- Estée Lauder (Azuree, Youth Dew, Alliage, White Linen, Intuition, Pleasures, Beyond Paradise)
- Etro (Etra, Heliotrope, Dianthus, Ambra, Gomma, Musk, Rajasthan)
- Farina gegenüber (Eau de Cologne)
- Frederic M (Une Fleur, Objectif Nature, Autoportrait)
- Gabriela Sabatini (Wild Wind, Dévotion, Magnetic)
- Giorgio Armani (Acqua di Giò, Emporio, Code, Diamonds, City Glam, Armani Mania, Sensi)
- Gisada (Ambassador)
- Givenchy (Pour Homme, L’Interdit, Very Irresistible, Ysatis, Organza, Gentleman, Pi, Xeryus Rouge)
- Gucci (Rush, Envy, Envy me, Flora)
- Guerlain (Chamade, Jicky, Shalimar, Chamade, L’Instant, Vetiver, Habit Rouge, Vol de Nuit, Mitsouko, L’Heure Bleue, Nahema)
- Harry Lehmann (Veilchen, Eau de Berlin, Lindenblüte)
- Hermès (Calèche, Equipage, Rocabar, Eau de Merveilles, Terre d’Hermès)
- Hugo Boss (No. 1, Boss Bottled, Deep Red, Dark Blue, In Motion, Elements, Boss Sport, Hugo, Soul, Energize, Boss Orange, Baldessarini, Selection, Ambre, XX, XY.)
- Issey Miyake (A Scent, L’Eau D’Issey pour Femme, L’Eau D’Issey pour Homme)
- Jean Patou (Joy, Mille / 1000)
- Jean-Paul Gaultier (Classique, Le Mâle, Fragile, Gaultier²)
- J.F. Schwarzlose Söhne (IA-33)
- Jil Sander (Jil Sander Man, No.4, Pure, Pure for Men, Sander for Men, Sun, Sun Delight, Sun Men, Style, Sport for Women, Sport for Men, Sensations, Women 3)
- Joop! (Femme, Muse, All about Eve, Rococo, Le Bain, Homme, What About Adam, Go, Jump, Nightflight, Rococo for men)
- John Galliano (John Galliano, Parlez-moi d'Amour)
- Jovan (musk oil, white silk)
- Karl Lagerfeld (Lagerfeld pour Homme, Photo)
- Keiko Mecheri (Loukhoum, Peau de Peche, Hanae, Scarlett, Genie de Bois, White Petals)
- Kenzo (Pour Homme, Pour Femme, Flower)
- Knize Ten (erste Herrenduftserie der Welt)
- Lalique (Amethyst, Rêve d’Infini, Encre Noire)
- La Martina (Bayres Woman, Cuero Woman, Woman)
- Lacoste (Touch of Pink, Lacoste Red, Original Homme)
- Lancôme (Trésor, Hypnose)
- Lanvin (Arpège, Eclat d’Arpège, Avant Garde)
- Laura Biagiotti (Donna, Laura, Laura Rosé, Mistero di Roma Donna, Roma, Venezia)
- Loris Azzaro (Azzaro pour Homme, Onyx, Acteur, Silver Black)
- LR Health & Beauty Systems (Singapure, Harem, Pseudonym, Terminator, JungleMan, HeidiKlum „me“, MichaelSchumacher „WorldChampion“, Leona Lewis, Bruce Willis)
- Marc Jacobs (Daisy, Oh Lola!, Dot, Daisy Eau so Fresh, Honey, Bang, Man)
- Mexx (Black Woman, Fly High, Ice Touch, Mexx Mysterious, Nice, Very Nice, Very Wild, Wild, Woman)
- Michalsky (Original, Urban Nomads. Hergestellt bei Mäurer & Wirtz)
- Mistral (Hergestellt bei Mäurer & Wirtz)
- Montale (Blue Amber, Oud Queen Rose, Aoud Lime, Sweet Oriental Dream, Soleil de Capri, White Musk, Embruns D’Essaouira, Greyland)
- New Yorker (Hergestellt bei Mäurer & Wirtz)
- Nikos (Sculpture Homme)
- Nina Ricci (L’air du Temps, Love in Paris, Nina, Premier Jour)
- Nonchalance (Hergestellt bei Mäurer & Wirtz)
- Oilily (Blue Crystal, Essential Care, Orange Stripes, Spanish Rose)
- Otto Kern (Hergestellt bei Mäurer & Wirtz)
- Paco Rabanne (Calandre, Pour Homme, 1 Million)
- Pierre Balmain (Vent Vert, Monsieur Balmain)
- Ralph Lauren (Romance, Safari, Polo, Polo Extreme, Polo Sport, Polo Black)
- Prada (Amber, Candy, Infusion d’Iris, L’Eau Ambrée, Tendre, Infusion d'Homme, Man)
- Rochas (Femme, Eau de Rochas, Rochas Man, aquaman)
- Roberto Cavalli (Woman, For Her, For Him, Acqua, Nero Assoluto, Exotica)
- Shiseido (Vocalise)
- Sir Irisch Moos (Hergestellt bei Mäurer & Wirtz)
- Sisley (Eau de Campagne, Eau du Soir)
- Strellson (D.STRICT, LOADED. Hergestellt bei Mäurer & Wirtz)
- Tabac Original (Tabac Man. Hergestellt bei Mäurer & Wirtz)
- Thierry Mugler (Angel, Alien, Womanity)
- Tom Ford (Jasmin Rouge, Noir, Noir de Noir, Oud Wood, Tobacco Vanille, Tuscan Leather)
- Tommy Hilfiger (Tommy, Tommy Girl, True Star, True Star Gold)
- Tosca (Hergestellt bei Mäurer & Wirtz)
- Valentino (Vendetta, Very, V)
- Vanderbilt (Gloria Vanderbilt)
- Versace (Essence Emotional, The Dreamer, Dylan Blue, Eros)
- Viktor & Rolf (Eau Mega, Flowerbomb, Antidote, Spicebomb)
- Yves Saint Laurent (L’Homme, Kouros, Opium, Rive Gauche, Paris, Jazz, Baby Doll, Pour homme, Cinéma, In love again, Y)